# Mistrovství světa ve fotbale hráčů do 20 let 1979
Mistrovství světa ve fotbale hráčů do 20 let 1979 bylo druhým ročníkem tohoto turnaje. Vítězem se stala argentinská fotbalová reprezentace do 20 let.

## Kvalifikace
Na turnaj se kvalifikovaly nejlepší týmy z jednotlivých kontinentálních mistrovství.
| - Afrika (CAF) - Alžírsko - Guinea - Asie (AFC) - Indonésie - Jižní Korea - Severní, Střední Amerika a Karibik (CONCACAF) - Kanada - Mexiko - Jižní Amerika (CONMEBOL) - Argentina - Paraguay - Uruguay |  | - Evropa (UEFA) - Jugoslávie - Polsko - Portugalsko - Sovětský svaz - Španělsko - Maďarsko - Hostitel - Japonsko |

## Základní skupiny

### Skupina A
| Tým       | B | Z | V | R | P | VG | IG | +/- |
| --------- | - | - | - | - | - | -- | -- | --- |
| Španělsko | 4 | 3 | 2 | 0 | 1 | 3  | 2  | +1  |
| Alžírsko  | 4 | 3 | 1 | 2 | 0 | 2  | 1  | +1  |
| Mexiko    | 2 | 3 | 0 | 2 | 1 | 3  | 4  | -1  |
| Japonsko  | 2 | 3 | 0 | 2 | 1 | 1  | 2  | -1  |

| 25. srpna 1979 16:20 |          |          |                                                                                      |
| Mexiko               | 1:1      | Alžírsko | Olympijský stadion, Tokio diváci: 30 000 rozhodčí: Anatolij Milčenko (Sovětský svaz) |
| Hernández 24'        | (Report) | Yahi 67' | Olympijský stadion, Tokio diváci: 30 000 rozhodčí: Anatolij Milčenko (Sovětský svaz) |

| 25. srpna 1979 19:00 |          |            |                                                                             |
| Japonsko             | 0:1      | Španělsko  | Olympijský stadion, Tokio diváci: 30 000 rozhodčí: Marjan Raus (Jugoslávie) |
|                      | (Report) | Zúñiga 51' | Olympijský stadion, Tokio diváci: 30 000 rozhodčí: Marjan Raus (Jugoslávie) |

| 27. srpna 1979 16:20 |          |          |                                                                                   |
| Španělsko            | 2:1      | Mexiko   | Olympijský stadion, Tokio diváci: 28 000 rozhodčí: José Roberto Wright (Brazílie) |
| Joaquín 8' Gail 74'  | (Report) | Díaz 56' | Olympijský stadion, Tokio diváci: 28 000 rozhodčí: José Roberto Wright (Brazílie) |

| 27. srpna 1979 19:05 |          |          |                                                                                    |
| Alžírsko             | 0:0      | Japonsko | Olympijský stadion, Tokio diváci: 32 000 rozhodčí: Héctor Ortíz Ramírez (Paraguay) |
|                      | (Report) |          | Olympijský stadion, Tokio diváci: 32 000 rozhodčí: Héctor Ortíz Ramírez (Paraguay) |

| 29. srpna 1979 16:20 |          |                  |                                                                                     |
| Španělsko            | 0:1      | Alžírsko         | Olympijský stadion, Tokio diváci: 20 000 rozhodčí: Kosasih Kartadiredia (Indonésie) |
|                      | (Report) | Bendjaballah 15' | Olympijský stadion, Tokio diváci: 20 000 rozhodčí: Kosasih Kartadiredia (Indonésie) |

| 29. srpna 1979 19:00 |          |            |                                                                            |
| Japonsko             | 1:1      | Mexiko     | Olympijský stadion, Tokio diváci: 38 000 rozhodčí: Laszlo Padar (Maďarsko) |
| Mizunuma 58'         | (Report) | Romero 69' | Olympijský stadion, Tokio diváci: 38 000 rozhodčí: Laszlo Padar (Maďarsko) |

### Skupina B
| Tým        | B | Z | V | R | P | VG | IG | +/- |
| ---------- | - | - | - | - | - | -- | -- | --- |
| Argentina  | 6 | 3 | 3 | 0 | 0 | 10 | 1  | +9  |
| Polsko     | 4 | 3 | 2 | 0 | 1 | 9  | 4  | +5  |
| Jugoslávie | 2 | 3 | 1 | 0 | 2 | 5  | 3  | +2  |
| Indonésie  | 0 | 3 | 0 | 0 | 3 | 0  | 16 | -16 |

| 26. srpna 1979 16:20      |          |            |                                                                                   |
| Polsko                    | 2:0      | Jugoslávie | Omiya Stadium, Saitama diváci: 14 000 rozhodčí: Augusto Lamo Castillo (Španělsko) |
| Pałasz 49' Frankowski 76' | (Report) |            | Omiya Stadium, Saitama diváci: 14 000 rozhodčí: Augusto Lamo Castillo (Španělsko) |

| 26. srpna 1979 19:00                 |          |           |                                                                        |
| Argentina                            | 5:0      | Indonésie | Omiya Stadium, Saitama diváci: 15 500 rozhodčí: Rolando Fusco (Kanada) |
| Díaz 10', 23', 25' Maradona 19', 39' | (Report) |           | Omiya Stadium, Saitama diváci: 15 500 rozhodčí: Rolando Fusco (Kanada) |

| 28. srpna 1979 16:20 |          |              |                                                                        |
| Jugoslávie           | 0:1      | Argentina    | Omiya Stadium, Saitama diváci: 9 500 rozhodčí: Andre Daina (Švýcarsko) |
|                      | (Report) | Escudero 55' | Omiya Stadium, Saitama diváci: 9 500 rozhodčí: Andre Daina (Švýcarsko) |

| 28. srpna 1979 19:00 |          |                                                    |                                                                        |
| Indonésie            | 0:6      | Polsko                                             | Omiya Stadium, Saitama diváci: 9 000 rozhodčí: Kazuo Yasudo (Japonsko) |
|                      | (Report) | Pałasz 11', 37' Janiec 12' Baran 22', 31' Buda 73' | Omiya Stadium, Saitama diváci: 9 000 rozhodčí: Kazuo Yasudo (Japonsko) |

| 30. srpna 1979 16:20 |          |                                         |                                                                                |
| Polsko               | 1:4      | Argentina                               | Omiya Stadium, Saitama diváci: 12 500 rozhodčí: Marcel van Langenhove (Belgie) |
| Pałasz 27'           | (Report) | Maradona 7' Calderón 23', 70' Simón 35' | Omiya Stadium, Saitama diváci: 12 500 rozhodčí: Marcel van Langenhove (Belgie) |

| 30. srpna 1979 19:00                               |          |           |                                                                        |
| Jugoslávie                                         | 5:0      | Indonésie | Omiya Stadium, Saitama diváci: 7 500 rozhodčí: Toshio Asami (Japonsko) |
| Smajić 5', 77' Milosavljević 19', 63' Mlinarić 73' | (Report) |           | Omiya Stadium, Saitama diváci: 7 500 rozhodčí: Toshio Asami (Japonsko) |

### Skupina C
| Tým         | B | Z | V | R | P | VG | IG | +/- |
| ----------- | - | - | - | - | - | -- | -- | --- |
| Paraguay    | 4 | 3 | 2 | 0 | 1 | 6  | 1  | +5  |
| Portugalsko | 3 | 3 | 1 | 1 | 1 | 2  | 3  | -1  |
| Jižní Korea | 3 | 3 | 1 | 1 | 1 | 1  | 3  | -2  |
| Kanada      | 2 | 3 | 1 | 0 | 2 | 3  | 5  | -2  |

| 25. srpna 1979 16:20    |          |             |                                                                              |
| Kanada                  | 3:1      | Portugalsko | Chuo Stadium, Kóbe diváci: 10 000 rozhodčí: Juan Daniel Cardellino (Uruguay) |
| Segota 7', 66' Nagy 79' | (Report) | Grilo 46'   | Chuo Stadium, Kóbe diváci: 10 000 rozhodčí: Juan Daniel Cardellino (Uruguay) |

| 25. srpna 1979 19:00      |          |             |                                                                       |
| Paraguay                  | 3:0      | Jižní Korea | Chuo Stadium, Kóbe diváci: 13 000 rozhodčí: Mohamed Hansal (Alžírsko) |
| Romero 5' Cabañas 70' 74' | (Report) |             | Chuo Stadium, Kóbe diváci: 13 000 rozhodčí: Mohamed Hansal (Alžírsko) |

| 27. srpna 1979 16:20 |          |          |                                                                   |
| Portugalsko          | 1:0      | Paraguay | Chuo Stadium, Kóbe diváci: 5 000 rozhodčí: Alojzy Jarguz (Polsko) |
| Ferreira 23'         | (Report) |          | Chuo Stadium, Kóbe diváci: 5 000 rozhodčí: Alojzy Jarguz (Polsko) |

| 27. srpna 1979 19:00 |          |        |                                                                     |
| Jižní Korea          | 1:0      | Kanada | Chuo Stadium, Kóbe diváci: 5 000 rozhodčí: George Joseph (Malajsie) |
| Lee Tae-Ho 63'       | (Report) |        | Chuo Stadium, Kóbe diváci: 5 000 rozhodčí: George Joseph (Malajsie) |

| 29. srpna 1979 16:20 |          |                           |                                                                            |
| Kanada               | 0:3      | Paraguay                  | Chuo Stadium, Kóbe diváci: 7 500 rozhodčí: Morisaburo Kuramochi (Japonsko) |
|                      | (Report) | Romero 37', 58' Isasi 40' | Chuo Stadium, Kóbe diváci: 7 500 rozhodčí: Morisaburo Kuramochi (Japonsko) |

| 29. srpna 1979 19:00 |          |             |                                                                         |
| Portugalsko          | 0:0      | Jižní Korea | Chuo Stadium, Kóbe diváci: 7 500 rozhodčí: Mario Rubio Vázquez (Mexiko) |
|                      | (Report) |             | Chuo Stadium, Kóbe diváci: 7 500 rozhodčí: Mario Rubio Vázquez (Mexiko) |

### Skupina D
| Tým           | B | Z | V | R | P | VG | IG | +/- |
| ------------- | - | - | - | - | - | -- | -- | --- |
| Uruguay       | 6 | 3 | 3 | 0 | 0 | 8  | 0  | +8  |
| Sovětský svaz | 4 | 3 | 2 | 0 | 1 | 8  | 2  | +6  |
| Maďarsko      | 2 | 3 | 1 | 0 | 2 | 3  | 7  | -4  |
| Guinea        | 0 | 3 | 0 | 0 | 3 | 0  | 10 | -10 |

| 26. srpna 1979 16:20                                   |          |           |                                                                                         |
| Sovětský svaz                                          | 5:1      | Maďarsko  | Stadion Jokohama, Jokohama diváci: 7 000 rozhodčí: Arturo Andrés Ithurralde (Argentina) |
| Ponomarjov 24' Stukašov 41' Zavarov 57' Taran 71', 78' | (Report) | Kardos 9' | Stadion Jokohama, Jokohama diváci: 7 000 rozhodčí: Arturo Andrés Ithurralde (Argentina) |

| 26. srpna 1979 19:00                          |          |        |                                                                           |
| Uruguay                                       | 5:0      | Guinea | Stadion Jokohama, Jokohama diváci: 8 000 rozhodčí: Melvyn D'Souza (Indie) |
| Molina 7' Revelez 22', 74' Paz 53' Vargas 76' | (Report) |        | Stadion Jokohama, Jokohama diváci: 8 000 rozhodčí: Melvyn D'Souza (Indie) |

| 28. srpna 1979 16:20 |          |                    |                                                                                   |
| Maďarsko             | 0:2      | Uruguay            | Stadion Jokohama, Jokohama diváci: 4 000 rozhodčí: Marcel van Langenhove (Belgie) |
|                      | (Report) | Vargas 23' Paz 35' | Stadion Jokohama, Jokohama diváci: 4 000 rozhodčí: Marcel van Langenhove (Belgie) |

| 28. srpna 1979 19:00 |          |                                            |                                                                              |
| Guinea               | 0:3      | Sovětský svaz                              | Stadion Jokohama, Jokohama diváci: 4 000 rozhodčí: Suk Han-Kyu (Jižní Korea) |
|                      | (Report) | Olefirenko 6' Michalevskij 59' Raděnko 80' | Stadion Jokohama, Jokohama diváci: 4 000 rozhodčí: Suk Han-Kyu (Jižní Korea) |

| 30. srpna 1979 16:20 |          |              |                                                                                            |
| Sovětský svaz        | 0:1      | Uruguay      | Stadion Jokohama, Jokohama diváci: 5 000 rozhodčí: César Correia Diaz da Luz (Portugalsko) |
|                      | (Report) | Martínez 66' | Stadion Jokohama, Jokohama diváci: 5 000 rozhodčí: César Correia Diaz da Luz (Portugalsko) |

| 30. srpna 1979 19:00         |          |        |                                                                                    |
| Maďarsko                     | 2:0      | Guinea | Stadion Jokohama, Jokohama diváci: 5 000 rozhodčí: Thomson Chan Tam Sun (Hongkong) |
| Segesvári 17' Kerepeczky 80' | (Report) |        | Stadion Jokohama, Jokohama diváci: 5 000 rozhodčí: Thomson Chan Tam Sun (Hongkong) |

## Play off

### Čtvrtfinále
| 2. září 1979 19:00 |                         |        |                                                                                |
| Španělsko          | 0:0 (prodl.) (3:4 pen.) | Polsko | Omiya Stadium, Saitama diváci: 10 000 rozhodčí: José Roberto Wright (Brazílie) |
|                    | (Report)                |        | Omiya Stadium, Saitama diváci: 10 000 rozhodčí: José Roberto Wright (Brazílie) |

| 2. září 1979 19:00                           |          |          |                                                                             |
| Argentina                                    | 5:0      | Alžírsko | Olympijský stadion, Tokio diváci: 20 000 rozhodčí: George Joseph (Malajsie) |
| Maradona 25' Calderón 34' Díaz 39', 51', 66' | (Report) |          | Olympijský stadion, Tokio diváci: 20 000 rozhodčí: George Joseph (Malajsie) |

| 2. září 1979 19:00      |                         |                             |                                                                    |
| Paraguay                | 2:2 (prodl.) (5:6 pen.) | Sovětský svaz               | Chuo Stadium, Kóbe diváci: 8 500 rozhodčí: André Daina (Švýcarsko) |
| Romero 7' Achucarro 22' | (Report)                | Dumanskij 3' Ponomarjov 70' | Chuo Stadium, Kóbe diváci: 8 500 rozhodčí: André Daina (Švýcarsko) |

| 2. září 1979 19:00 |              |             |                                                                                   |
| Uruguay            | 1:0 (prodl.) | Portugalsko | Stadion Jokohama, Jokohama diváci: 4 000 rozhodčí: Marcel van Langenhove (Belgie) |
| Paz 94'            | (Report)     |             | Stadion Jokohama, Jokohama diváci: 4 000 rozhodčí: Marcel van Langenhove (Belgie) |

### Semifinále
| 4. září 1979 19:00    |          |         |                                                                                      |
| Argentina             | 2:0      | Uruguay | Olympijský stadion, Tokio diváci: 20 000 rozhodčí: Augusto Lamo Castillo (Španělsko) |
| Díaz 52' Maradona 74' | (Report) |         | Olympijský stadion, Tokio diváci: 20 000 rozhodčí: Augusto Lamo Castillo (Španělsko) |

| 4. září 1979 19:00 |          |                |                                                                           |
| Polsko             | 0:1      | Sovětský svaz  | Chuo Stadium, Kóbe diváci: 5 000 rozhodčí: Marcel van Langenhove (Belgie) |
|                    | (Report) | Ponomarjov 50' | Chuo Stadium, Kóbe diváci: 5 000 rozhodčí: Marcel van Langenhove (Belgie) |

### O 3. místo
| 6. září 1979 19:00 |                         |            |                                                                                   |
| Uruguay            | 1:1 (prodl.) (5:3 pen.) | Polsko     | Olympijský stadion, Tokio diváci: 8 000 rozhodčí: Thomson Chan Tam Sun (Hongkong) |
| Paz 9'             | (Report)                | Pałasz 26' | Olympijský stadion, Tokio diváci: 8 000 rozhodčí: Thomson Chan Tam Sun (Hongkong) |

### Finále
| 7. září 1979 19:00              |          |                |                                                                                   |
| Argentina                       | 3:1      | Sovětský svaz  | Olympijský stadion, Tokio diváci: 52 000 rozhodčí: José Roberto Wright (Brazílie) |
| Alves 68' Díaz 71' Maradona 76' | (Report) | Ponomarjov 52' | Olympijský stadion, Tokio diváci: 52 000 rozhodčí: José Roberto Wright (Brazílie) |

## Vítěz
| Mistrovství světa ve fotbale hráčů do 20 let 1979 Argentina (1. titul) Sergio García • Juan Simón • Hugo Alves • Abelardo Carabelli • Daniel Sperandío • Osvaldo Escudero • Juan Barbas • Ramón Díaz • Diego Maradona • Gabriel Calderón • Rafael Seria • Osvaldo Rinaldi • Jorge Piaggio • Marcelo Bachino • Alfredo Torres • Juan José Meza • José Luis Lanao |